# Intervención militar en Haití de 2004
La intervención militar de Haití en 2004 o golpe de Estado en Haití de 2004 surge como una revuelta armada contra Jean-Bertrand Aristide. Este había asumido la presidencia de Haití en febrero de 2001, tras ganar las elecciones por el 91,69% de los votos. Pronto sufrió graves críticas por no contener la corrupción ni mejorar la economía del país, que estaba moribunda.
Por objeciones de la oposición, las elecciones no se pudieron celebrar, como estaba previsto, a finales de 2003. Esto le quitó poder a Aristide, ya que la validez de la mayoría de los legisladores expiró en enero de 2004, lo que forzó al presidente a gobernar a base de decretos. En diciembre de 2003, bajo una presión creciente, Aristide prometió nuevas elecciones en un plazo de seis meses. Rechazó las peticiones de la oposición de su dimisión inmediata.
Las manifestaciones anti-Aristide en enero de 2004 llevaron a violentos enfrentamientos en Puerto Príncipe, con varias víctimas mortales.

## Desarrollo
El 5 de febrero de 2004 estalló una revuelta en la ciudad de Gonaïves. El instigador principal fue una banda llamada Frente para la Liberación y la Reconstrucción Nacional (Front pour la Libération et la Reconstruction Nationales), que antes había apoyado a Aristide. 
Los rebeldes tomaron el control de Gonaïves, y expulsaron a la policía -mal equipada- de la ciudad. La rebelión empezó a extenderse, aumentada por antiguos soldados exiliados y líderes milicianos (como Louis-Jodel Chamblain), procedentes de la República Dominicana.
El 22 de febrero de 2004, Cap-Haïtien, la segunda mayor ciudad de Haití, cayó bajo los rebeldes. El mismo día, un equipo de mediadores, consistente en diplomáticos de Estados Unidos, Francia, Canadá y Chile presentó un plan, con la intención de reducir el poder de Aristide, pero permitiéndole mantener el cargo hasta el fin constitucional de su mandato, en favor de un nuevo gobierno que incluiría a la oposición. Aunque Aristide aceptó el plan, fue rechazado por la oposición, que exigía la dimisión de Aristide. 29 de febrero de 2004, el presidente electo de Haití Jean-Bertrand Aristide, fue obligado a abandonar su país.
Jean-Bertrand Aristide, fue secuestrado por un comando de fuerzas élites militares estadounidenses, luego de recibir las amenazas de “emisarios” franceses. El Presidente fue obligado a abandonar su país, y llevado a la República Centroafricana y a Jamaica, finalmente lo dejaron en Sudáfrica, país que lo recibió y lo reconoció como presidente legítimo.
Cuando las fuerzas golpistas empezaron a marchar hacia el sur, camino de Port-Au-Prince, Aristide sufrió un golpe de Estado por el ejército el 29 de febrero de 2004. Su sucesor fue el presidente del tribunal supremo Boniface Alexandre, quien actuó como presidente interino hasta 2006, cuando fue elegido presidente René Préval.

## Reacciones
En marzo pandillas Pro-Aristide lanzaron la llamada Operación Bagdad en favor del retorno del mandatario depuesto con un saldo de 18 muertos, 7 de ellos policías y al menos 3 de ellos fueron decapitados.

### Comunidad internacional
El Caricom, que estuvo apoyando el proceso de paz, acusó a los Estados Unidos, a Francia y a la comunidad internacional de fallar en Haití, por permitir un golpe de Estado contra un presidente elegido democráticamente. El gobierno estadounidense declaró que la crisis estuvo motivada por Aristide y que su expulsión era necesaria para la estabilidad futura del país. La ONU y la OEA no realizaron declaraciones acerca del golpe. 
En marzo de 2004, una comisión investigadora sobre Haití dirigida por el exfiscal general de Estados Unidos, Ramsey Clark revela que "los gobiernos de Estados Unidos y de República Dominicana habrían participado en el suministro de armas y en el entrenamiento en ese país de los rebeldes haitianos". La comisión comprobó que con la autorización del presidente dominicano Hipólito Mejía 200 soldados de las fuerzas especiales estadounidenses habían sido enviados  en febrero de 2003 a la República Dominicana para participar en ejercicios militares. Esos ejercicios se realizaron "cerca de la frontera, precisamente en una zona desde la cual los ex militares haitianos lanzaban regularmente ataques contra las instalaciones del Estado haitiano".
Según el periódico Le Monde diplomatique, "el avance de esas bandas armadas permitió al embajador estadounidense, James Foley, forzar la partida del presidente Aristide el 29 de febrero de 2004, ayudado en esa tarea y en la instauración de una fuerza de paz por el gobierno francés. París buscaba una reconciliación con Estados Unidos luego de la crisis iraquí y no estaba dispuesto a dejar que Washington actuara solo en Haití, lo que implicaba el riesgo de verse excluido de una isla a la que la unen lazos históricos. Por otra parte, al reclamarle reparaciones por más de 21.000 millones de dólares Aristide había irritado mucho a Francia (suma que Haití pagó a Francia, como precio de su independencia (en aquella época, 90 millones de francos-oro)."